# Albert Egges van Giffen

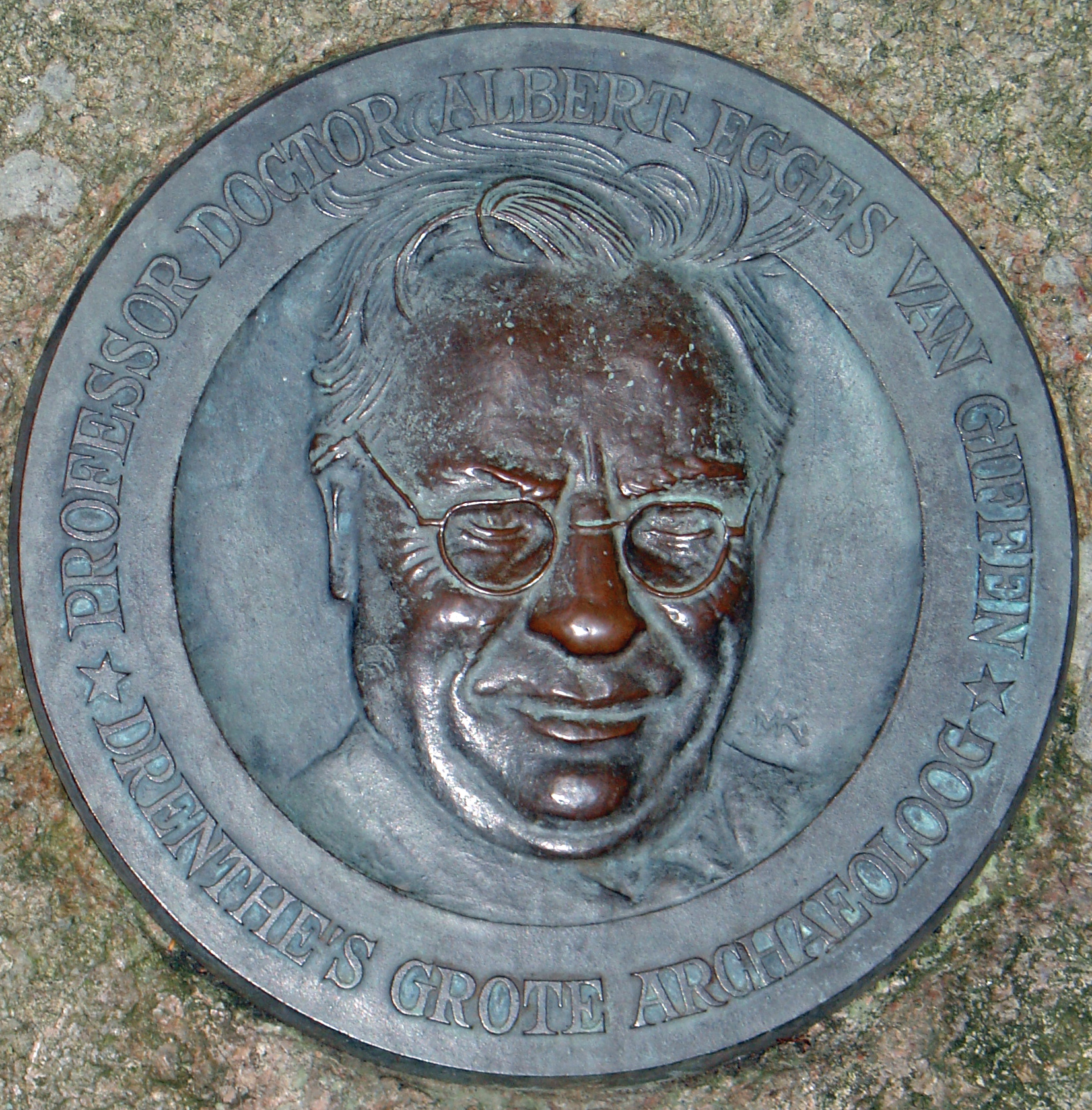
plakietka z przedstawieniem Albert'a Egges van Giffen

Albert Egges van Giffen (ur. 14 marca 1884 w Noordhorn; zm. 31 maja 1973 w Zwolle) – holenderski archeolog, po raz pierwszy zastosował rodzaj strategii wykopaliskowej zwaną metodą ćwiartek. W latach czterdziestych i pięćdziesiątych prowadził wykopaliska w Holandii.
Był członkiem Królewskiej Holenderskiej Akademii Sztuk i Nauk. 